# Diaguita (langue)
Cet article concerne la langue diaguita. Pour le peuple diaguita, voir Diaguita.
Le diaguita  (ou kakán) est une langue amérindienne d'Amérique du Sud, parlée en Argentine sur un vaste territoire qui s'étendait sur les provinces actuelles de  Catamarca, La Rioja, Salta, Santiago del Estero et  Tucumán. La langue était également parlée au Chili dans l'Atacama et le Coquimbo.
Le diaguita est éteint depuis longtemps.

## Classification
Il n'est pas clairement établi si le diaguita était une seule langue constituant un isolat ou une famille de langues.
De nombreux sous-groupes constituaient la population diaguita : les Calchaquí, Capayán, Hualfin, Pular, Quilme, Tolombón, Yacampís et encore d'autres.